# Hylesia nigricans
Hylesia nigricans är en fjärilsart som beskrevs av Berg 1875. Hylesia nigricans ingår i släktet Hylesia och familjen påfågelsspinnare. Inga underarter finns listade i Catalogue of Life.

## Bildgalleri

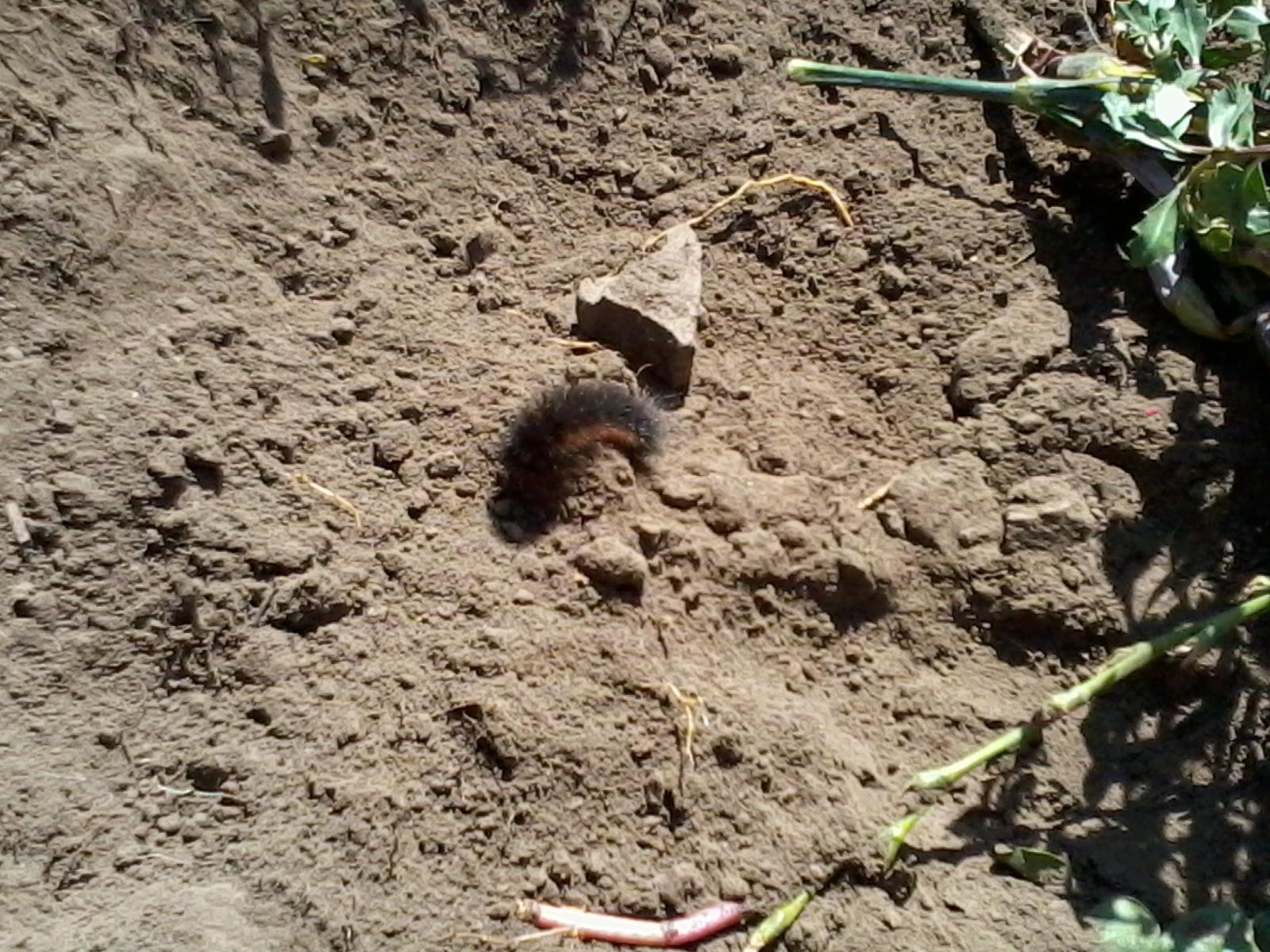